# Kontarion
Kontarion – długa (do ponad 3,5 m) włócznia kawaleryjska, wywodząca się od włóczni azjatyckich. Używana przez ciężką jazdę bizantyjską w średniowieczu.